# Sita Murt
Sita Murt (Igualada, Barcelona, 1946- ibídem, 1 de diciembre de 2014) fue una diseñadora de moda y empresaria española. El nombre de Sita proviene del diminutivo Carmencita. Los diseños de Sita Murt son comercializados por la empresa familiar Esteve Aguilera SA, que fabrica más de 200 000 piezas al año, atendiendo más de 1900 puntos de venta, 400 en España y 1500 en otros países, con un 20 % de ventas en tiendas propias. Está presente en grandes almacenes internacionales como Galerías Lafayette o Tzum de Moscú. Uno de sus vestidos se ha usado en la película Vicky Cristina Barcelona.

## Trayectoria personal
Sita Murt, hija del propietario de una empresa de curtidos de Igualada, pertenecía a la tercera generación de una dinastía textil de Igualada. De pequeña recogía en la empresa familiar trozos de piel que intentaba pegar en piezas de ropa. Sita estudió en la Escuela de Diseño Textil de Sarrià, dirigida por Ramón Folch. Sita se casó con Toni Esteve Enrich, gestor de la empresa familiar Esteve Aguilera fundada en 1924 y establecida como Sociedad Anónima en 1965. Al cabo de unos años, con los hijos ya mayores, Sita se involucró en el área de diseño de la empresa, que se dedicaba principalmente a producir jerséis. Sita empezó a crear sus propios modelos, con visión de futuro. La muerte prematura de Toni en 1984 cambió todos los planes. El suegro de Sita confió en Sita para gestionar la empresa, a pesar de las dudas de mucha gente, por el hecho de ser mujer y joven.
La tenacidad de Sita ha logrado que su empresa sea un ejemplo positivo para la comarca de Noya, donde el sector textil ha sufrido una importante crisis. 
La empresa desfila regularmente en pasarelas. Desde 1989 la firma está presente en el Salón Gaudí de Barcelona, y en la Pasarela Cibeles de Madrid para presentar sus colecciones, así como en salones internacionales como Bread & Butter Barcelona, Premium (Berlín), Gallery (Copenhague), Coterie (Nueva York) y Modefabriek, Who’s Next y Paris sur Mode (París).
La empresa decidió sustituir la marca tradicional, Esteve, por Sita Murt, y ha abierto tiendas propias y un outlet en Igualada. Los hijos de Sita, Toni, Iago, Isabel y Albert, han ostentado diversos cargos en la firma. La profesionalización se confirma en 2005 con el estreno de la directora general, Júlia Cher, previamente directora comercial de la conocida firma catalana Dikton's y se reafirma con el fichaje del nuevo director general, Jordi Balsells, previamente director comercial de la cadena Desigual. En 2008 la empresa incorporó una línea de accesorios y complementos y en 2010 una primera colección de zapatos, así como la apertura de una tienda propia en París, en mayo de 2010, amadrinada por Victoria Abril. En 2011 se nombró a Miquel Ramis como nuevo director general.
Falleció en Igualada el 1 de diciembre de 2014, víctima de un cáncer. Sus restos descansan en el cementerio de dicha ciudad.

## Premios y reconocimientos
- Premio al Mérito Exportador (2002)[8] de manos de los Príncipes de Asturias.
- Premio "Barcelona es moda" (2008)
- Calderera de honor de Montmaneu (2010)
- Medalla al trabajo President Macià de la Generalidad de Cataluña (2010)[9]